# Eastbourne Eagles
Eastbourne Eagles – żużlowy klub z Eastbourne (Anglia). Dwukrotny mistrz w latach 1995 i 2000, trzykrotny wicemistrz w latach 1993, 1997 i 2002 oraz brązowy medalista w 1996 roku. Przed sezonem 2015 klub przeniósł się do najniższej klasy rozgrywkowej w Wielkiej Brytanii (National League).
Barw drużyny bronili m.in. Martin Dugard, Gary Havelock, Finn Rune Jensen, Dave Jessup, Antonín Kasper, Mark Loram, Ivan Mauger, Kelly Moran, Nicki Pedersen, Bobby Schwartz, Joe Screen i Kelvin Tatum.
Polscy żużlowcy startujący w barwach Eastbourne: Józef Kafel, Marek Kępa, Jan Puk i Robert Słaboń.